# Островський Олег Григорович
Островський Олег Григорович (16.04. 1925–06.06.2003) — науковець, митець, педагог, меценат. Доктор технічних наук. Член Спілки художників України.

## З життєпису
Народився в с. Чернелів на Тернопільщині в сім'ї священика та вчительки. У роки Другої світової війни був вояком 1-ї Української дивізії Української національної армії (дивізія СС «Галичина»), брав участь у боях. Полоненим був інтернований до українського табору в Ріміні (Італія), де працював як ілюстратор-графік у книжковому видавництві. Після війни переїхав до Великої Британії і там влаштувався на роботу в текстильній індустрії. Від 1950 навчався в Академії мистецтв у Мадриді (Іспанія). Повернувшись до Великої Британії, працював у текстильній промисловості і водночас вчився на інженера-механіка. 1960 отримав диплом, працював професійним інженером у Ноттінгемі. З 1966 викладав інженерну дисципліну в коледжі, а згодом — інженерну графіку, термодинаміку і математику в Ноттінгемському університеті. Тут здобув звання доктора технічних наук. Автор підручників «Інженерна графіка» (у 2-х т.), «Комп'ютерне проектування», «Збірник лекцій із самонавчання інженерної графіки», спогадів «Водила молодість».
Мистецький доробок Островського містить портрети, краєвиди, святкові картки, ілюстрації, екслібриси, грамоти і заг. графічні праці. Виставка з 200 робіт під загальною назвою «Україна назавжди!» в 1990-х рр. протягом 3-х років проходила в 20-ти обласних центрах України. 250 примірників свого «Альбому мистецьких праць» він подарував навчальним закладам, музеям, бібліотекам, видавництвам України.
Був членом Організації українських націоналістів, Союзу українців у Великій Британії, Об'єднання бувших вояків-українців у Великій Британії та Спілки української молоді, щедро жертвував на церковні, громадські та національні справи.
Наукова діяльність Островського відзначена багатьма міжнародними нагородами, а за викладацьку працю та інженерні винаходи він 1988 отримав пам'ятні Диплом та Диск Інституту інженерних конструкторів Британського Королівства.
Помер у м. Ноттінгем.